# Heinz Wiechmann
Heinz Wiechmann (* um 1918; † nach 1965) war ein deutscher Beamter und Mitglied der „Kampfgruppe gegen Unmenschlichkeit“ und danach von 1953 bis 1965 Leiter des Landesamtes für Verfassungsschutz in Berlin.
Am 8. Februar 1965 wurde der Leitende Regierungsdirektor von Berlins Bürgermeister Heinrich Albertz aus seinem Amt entlassen, nachdem er trotz Nachfrage dreimal hintereinander verleugnete, dass dem Verfassungsschutz Hinweise auf Besuche von Prominenten in dem Bordell Pension Clausewitz vorlagen.